# Creoleon parvulus
Creoleon parvulus is een insect uit de familie van de mierenleeuwen (Myrmeleontidae), die tot de orde netvleugeligen (Neuroptera) behoort. 
Creoleon parvulus is voor het eerst wetenschappelijk beschreven door Hölzel in 1983.